# Dearborn
Dearborn je město ve Spojených státech amerických. Leží v okrese Wayne County ve státě Michigan západně od Detroitu a protéká jím řeka River Rouge. Má sto tisíc obyvatel a je osmým největším městem Michiganu.
Původně zde žili Anišinábové a v 18. století se začali usídlovat francouzští kolonisté. V roce 1787 se okolní oblast stala součástí Severozápadního teritoria a v roce 1833 byla osada pojmenována podle Henryho Dearborna, účastníka války za nezávislost. V roce 1927 získal Dearborn městská práva.
V roce 1863 se zde narodil Henry Ford. Od roku 1903 je Dearborn hlavním sídlem Ford Motor Company. Ford zde nechal postavit muzeum amerického průmyslu se skanzenem Greenfield Village. V roce 1959 byla založena University of Michigan–Dearborn. Město je napojeno na dálnici U.S. Route 24.
Město je známé početnou populací přistěhovalců z Blízkého Východu. Okolo šedesáti procent obyvatel tvoří Arabové, což je největší podíl ze všech amerických měst. V roce 2005 bylo otevřeno Arab American National Museum.
V Dearbornu se narodil zpěvák Bob Seger a hokejista Brian Rafalski. Vyrůstala zde Miss USA Rima Fakih, narozená v Libanonu.